# Ithomia ossuna
Ithomia ossuna är en fjärilsart som beskrevs av Richard Haensch 1909. Ithomia ossuna ingår i släktet Ithomia och familjen praktfjärilar. Inga underarter finns listade i Catalogue of Life.